# Krakovany (Tschechien)

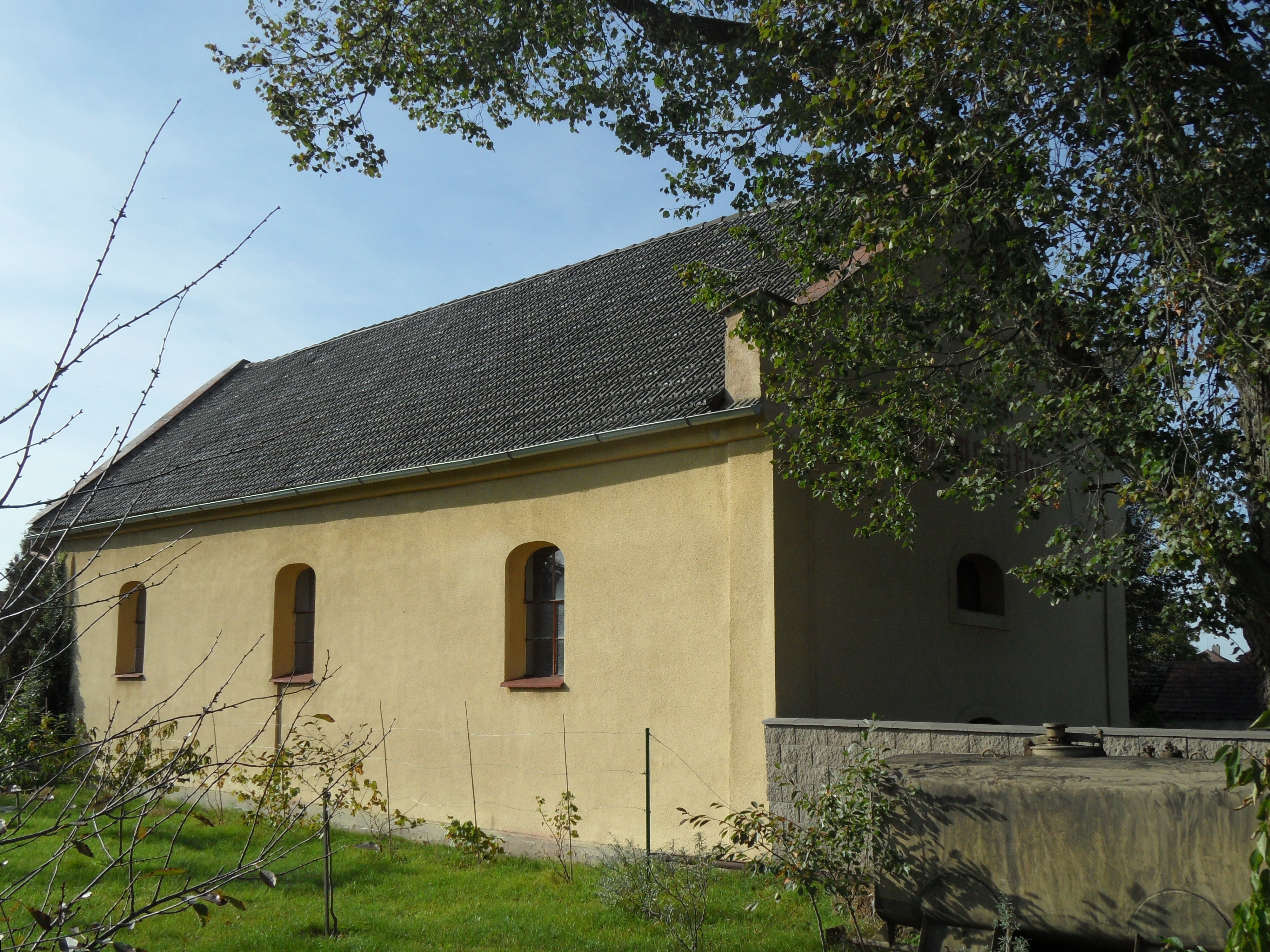
Evangelisches Bethaus

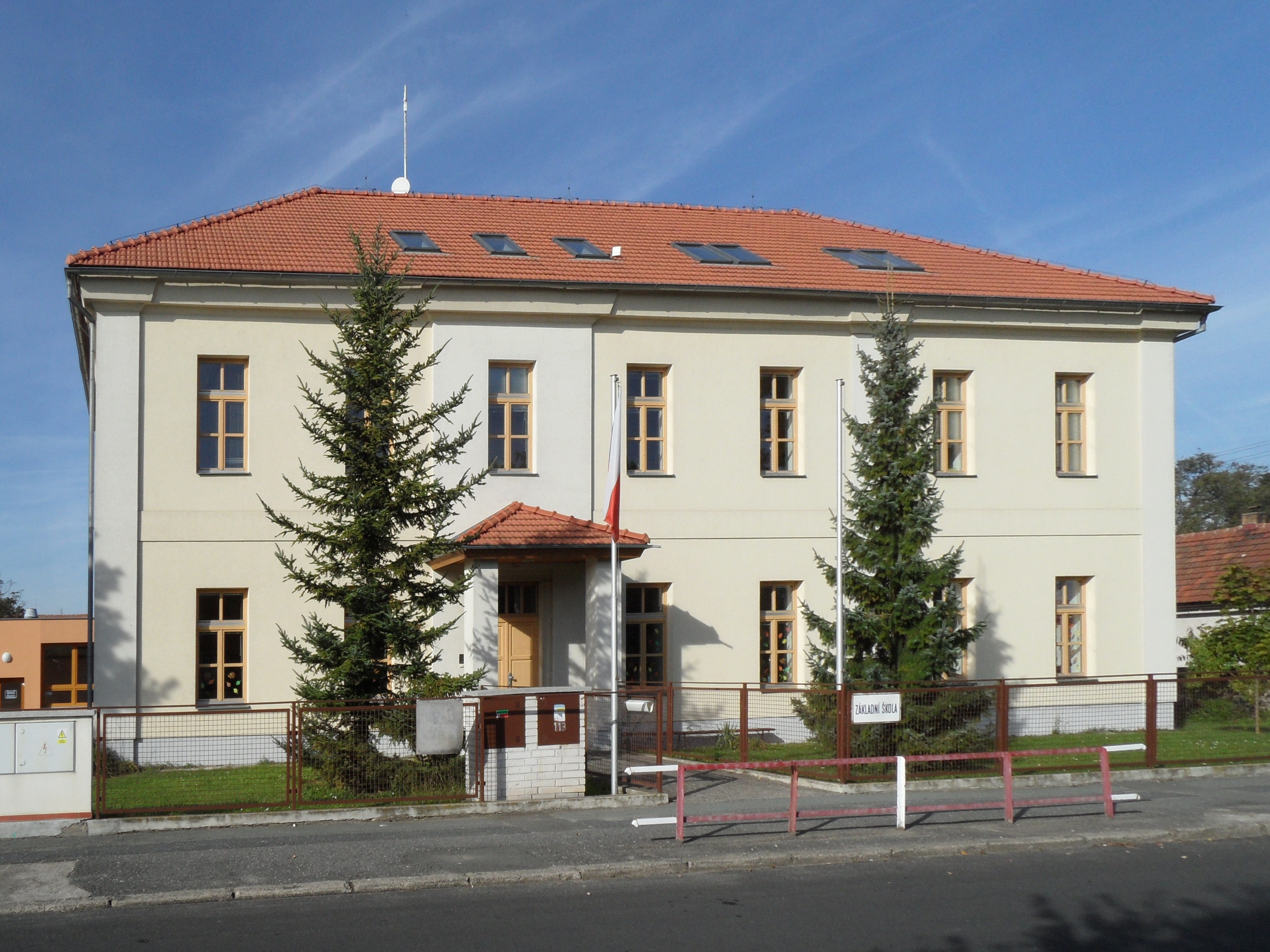
Schule

Krakovany (deutsch Krakowan) ist eine Gemeinde in Tschechien. Sie liegt drei Kilometer nördlich von Týnec nad Labem und gehört zum Okres Kolín.

## Geographie
Krakovany befindet sich auf einer Anhöhe zwischen den Bächen Svárava und Předveský potok in der Středolabské tabule (Tafelland an der mittleren Elbe). Durch den Ort führt die Straße II/327 zwischen Týnec nad Labem und Chlumec nad Cidlinou. Südlich des Dorfes liegt das Umspannwerk Týnec.
Nachbarorte sind Božec und Lipec im Norden, Uhlířská Lhota und Hlavečník im Nordosten, Chaloupky und Kladruby nad Labem im Osten, Selmice, Labské Chrčice, Svárava und Kojice im Südosten, Bambousek, Pazderna, Týnec nad Labem und Lžovice im Süden, Konárovice und Jelen im Südwesten, Bělušice im Westen sowie Chrást, Němčice und Ohaře im Nordwesten.

## Geschichte
Die erste schriftliche Erwähnung des Dorfes erfolgte 1244 als Sitz des Vladiken Honata von Krakovan. Im Jahre 1325 verkaufte Vesel von Krakovan das Dorf und den Hof Krakovany an den Abt Friedrich des Zisterzienserklosters Sedlec. Während der Hussitenkriege wurde das Kloster 1421 von den Hussiten unter Jan Žižka überfallen und niedergebrannt; anschließend bemächtigten verschiedene Adlige des umfangreichen Grundbesitzes. König Sigismund überschrieb 1436 das Teinitzer Gut mit dem Städtchen Tajnec sowie Krakovany und weiteren Dörfern an Vaněk von Miletínek, einen Bruder des gemäßigten Hussitenhauptmanns Diviš Bořek von Miletínek. Vaněk von Miletínek bildete die Herrschaft Teinitz. Nachfolgender Besitzer der Herrschaft war Václav Hrůza von Chelčice. Ihm folgte Mikuláš von Mezilesice, der die Herrschaft 1510 an Wilhelm von Pernstein verkaufte. Dieser vereinigte die Herrschaft Teinitz mit seiner Herrschaft Pardubitz. 1521 vererbte er seine böhmischen Güter seinem jüngeren Sohn Vojtěch, nach dessen Tod fielen sie 1534 seinem Bruder Johann zu. Dieser hinterließ 1548 seinem Sohn Jaroslav hohe Schulden. Am 21. März 1560 veräußerte Jaroslav von Pernstein die gesamte Herrschaft Pardubitz an König Ferdinand I. Dessen Nachfolger Maximilian II. übertrug die Verwaltung der königlichen Herrschaften der Hofkammer.
Im Pardubitzer Urbar von 1588 sind bei Krakovany sieben Fischteiche und -hälter aufgelistet. Im 17. und 18. Jahrhundert war die Fischzucht erloschen. Nach dem Josephinischen Toleranzpatent von 1781 bildete sich 1784 in Krakovany eine helvetische Kirchgemeinde und errichtete im Jahr darauf ein hölzernes Toleranzbethaus. Im Jahre 1790 erfolgte der Bau eines hölzernen Schulhauses für eine einklassige Dorfschule. 1803 wurde ein neues steinernes Bethaus erbaut.
Im Jahre 1835 bestand das im Chrudimer Kreis gelegene Dorf Krakowan aus 58 Häusern, in denen 445 Personen, darunter 29 protestantische Familien lebten. Im Ort gab es ein helvetisches Bethaus mit Pastorenhaus, eine Filialschule und ein Forsthaus. Katholischer Pfarrort war Elbe-Teinitz. Die Bewohner lebten von der Landwirtschaft, hauptsächlich wurden Zichorien angebaut. Bis zur Mitte des 19. Jahrhunderts blieb Krakowan der k.k. Kameralherrschaft Pardubitz untertänig.
Nach der Aufhebung der Patrimonialherrschaften bildete Krakovany ab 1849 eine Gemeinde im Gerichtsbezirk Chlumetz. Ab 1868 gehörte die Gemeinde zum Bezirk Neubydžow. 1869 hatte Krakovany 659 Einwohner und bestand aus 96 Häusern. Zu Ende des 19. Jahrhunderts wurde eine Ziegelei errichtet. Die Teichkaskade am Předveský potok wurde zu dieser Zeit trockengelegt. Im Jahre 1900 lebten in Krakovany 741 Menschen, 1910 waren es 796. Im Jahre 1902 wurde eine Bäuerliche Genossenschaft für die Verarbeitung und den Verkauf landwirtschaftlicher Erzeugnisse gegründet, die eine Zichorientrocknerei in Betrieb nahm; erster Vorsitzender war der Gutsbesitzer Emanuel Kokeš aus Svárava. 1930 hatte Krakovany 868 Einwohner.
Während des Zweiten Weltkrieges wurde ein Teil des Dorfes von der Wehrmacht besetzt. In der ehemaligen Ziegelei entstand ein militärischer Übungsschießstand, neben dem Dorf begann unter dem Kommando des Majors der Flugmeldeabteilung Trabert der Bau der Radarstation I. Ordnung Koralle; außerdem war die Errichtung eines Feldflugplatzes vorgesehen. Die Radarstation umfasste sechs Radargeräte – ein Wassermann M III/IV, ein Jagdschloß, drei Freya und ein Würzburg-Riese sowie Kurz- und Mittelwellen-Sende- und Empfangsstationen mit mehreren 30 m hohen Sendemasten. Bis zum 8. Mai 1945 waren 300 Soldaten im Objekt Koralle stationiert.
Seit 1960 gehört die Gemeinde  zum Okres Kolín. 1961 erfolgte die Eingemeindung von Božec. Seit 1998 führt die Gemeinde ein Wappen und Banner. Beim Zensus von 2001 lebten in den 290 Häusern  der Gemeinde 769 Personen; der Ortsteil Krakovany bestand aus 247 Häusern und hatte 665 Einwohner.

## Gemeindegliederung
Die Gemeinde Krakovany besteht aus den Ortsteilen Božec (Boschetz) und Krakovany (Krakowan), die zugleich auch Katastralbezirke bilden.

## Gemeindepartnerschaften
- Krakovany, Slowakei

## Sehenswürdigkeiten
- Evangelisches Toleranzbethaus, erbaut 1803
- Evangelischen Pfarrhaus, errichtet 1833
- Evangelischer Friedhof
- Ehemalige Synagoge
- Denkmal für die Gefallenen des Ersten Weltkrieges
- Grenzstein
- Reste der Radarstation Koralle